# Мотала (паровой катер)
«Мотала» — паровой катер типа «Бавария», находившийся в составе военно-морского флота Российской империи и военно-морского флота Болгарии.

## Описание катера
Судно представляло собой паровой катер, вооружённый двумя малокалиберными скорострельными артиллерийскими орудиями.
Размеры и грузоподъёмность катера обеспечивали возможность перевозки до 60 пехотинцев или до трёх тонн грузов.

## История службы
Паровой катер был построен в 1876 году в Англии для Балтийского флота.
Принимал участие в русско-турецкой войне 1877—1878 гг.
1 августа 1879 года Российская империя передала Болгарии штаб и плавсредства русской Дунайской флотилии (в том числе, катер «Мотала»). В результате, 12 августа 1879 года в городе Рущук была создана болгарская Дунайская военная флотилия.
В ноябре 1885 года в ходе сербско-болгарской войны катер базировался в Видине и находился в подчинении коменданта Видинской крепости капитана А. Узунова. Он патрулировал русло реки Дунай, обеспечивал связь осаждённого гарнизона Видинской крепости с командованием, доставляя сообщения и телеграммы из Видина в Калафат; а также захватил два вспомогательных судна противника.
- в середине ноября 1885 года во время патрулирования в районе крепости им был замечен парусник, с потушенными огнями пытавшийся тихо пройти у румынского берега Дуная. Катер пошёл на перехват, а парусник попытался уйти под прикрытие сербских артиллерийских батарей, однако «Мотала» отрезал ему путь к отступлению и после короткой перестрелки — захватил. В результате, экипаж катера «Мотала» (которым командовал Иван Великов) захватил сербское парусное судно с грузом из 400 мешков провианта для сербских войск, занимавших позиции на правом фланге Видинской крепости. Это событие считается первой победой болгарского военного флота.
- позднее вышедший на патрулирование реки катер захватил в районе Видина самоходный понтон, на котором находилась сербская разведывательная группа

В соответствии с приказом военного ведомства № 199 от 10 мая 1887 года был переименован в «Стефан Караджа».
В 1889 году катер перевезли по железной дороге из Русе в Варну, но непродолжительное время спустя — вернули обратно на Дунай.
19 августа 1909 года катер передали в состав понтонного отряда в Никополе.
2 июля 1913 года, во время второй Балканской войны был затоплен экипажем в устье реки Русенски Лом, чтобы не допустить захвата румынскими войсками. После войны был поднят и отремонтирован. Во время Первой мировой войны оставался в составе флота, но в боевых действиях участия не принимал.
29 сентября 1918 года в Салониках Болгария подписала перемирие со странами Антанты. По его условиям болгарская армия была обязана немедленно оставить все занятые территории Сербии и Греции, провести демобилизацию, а всё вооружение и боеприпасы должны были складироваться под контролем войск Антанты.
30 сентября 1918 года перемирие вступило в силу, войска Антанты заняли территорию страны и катер был передан под контроль оккупационных войск.
После создания речной полицейской службы на Дунае в 1920 году был передан в состав службы.
В 1938 году был исключен из списочного состава флота по техническому состоянию (в связи с износом корпуса и механизмов).